# بريمية ليسيراسية
بريمية ليسيراسية (الاسم العلمي:Leptospira licerasiae) هي نوع من البكتيريا تتبع جنس البريمية من فصيلة نظيرات البريمية.